# Derezzed
Singles de Daft Punk
Harder Better Stronger Faster (Alive 2007)
(2007) Get Lucky
(2013)
Pistes de Tron: Legacy
End of Line
(12) Fall
(14)
Derezzed est une musique du groupe de musique électronique français Daft Punk, premier single extrait de leur 4e album studio, Tron: Legacy. Il s'agit de l'une des seules musiques du genre de l'album.
Cette musique existe aussi en version longue, d'environ quatre minutes, mais seule la version courte, d'environ deux minutes, est présente sur l'album comme dans le film. Cette musique apparaît dans le film lorsque Sam Flynn, Kevin Flynn et Quorra se battent dans la discothèque.
Elle a été remixée par The Glitch Mob et Avicii dans l'album Tron: Legacy Reconfigured.

## Clip vidéo
Le clip montre les deux membres de Daft Punk qui entrent dans une salle de jeu d'arcade et jouent à un jeu appelé « Derezzed ». Ce jeu est en fait celui des light cycles du film Tron. À la fin, le gagnant virtuel (personnage qu'utilise Thomas Bangalter) s’avère en réalité être Quorra (Olivia Wilde), l'ISO (Algorythme Isomorphe) du film Tron : L'Héritage.
La fin du clip reste assez énigmatique et semble poser la question : "Les Daft Punk continueront-ils ?" et pour cause, le clip se termine sur une vue de la borne d'arcade ou l'on peut lire : "CONTINUE ?".
La réponse à cette question a été apporté par un petit trailer diffusé sur internet en février 2013 qui annonce un nouvel album de Daft Punk⁴.

## Liste des pistes
| Derezzed single | Derezzed single | Derezzed single | Derezzed single | Derezzed single | Derezzed single | Derezzed single | Derezzed single | Derezzed single | Derezzed single |
| No              | Titre           | Durée           |                 |                 |                 |                 |                 |                 |                 |
| --------------- | --------------- | --------------- | --------------- | --------------- | --------------- | --------------- | --------------- | --------------- | --------------- |
| 1.              | Derezzed        | 1:44            |                 |                 |                 |                 |                 |                 |                 |
| 1:44            |                 |                 |                 |                 |                 |                 |                 |                 |                 |

| Translucence | Translucence             | Translucence | Translucence | Translucence | Translucence | Translucence | Translucence | Translucence | Translucence |
| No           | Titre                    | Durée        |              |              |              |              |              |              |              |
| ------------ | ------------------------ | ------------ | ------------ | ------------ | ------------ | ------------ | ------------ | ------------ | ------------ |
| 1.           | Derezzed                 | 1:44         |              |              |              |              |              |              |              |
| 2.           | Tron Legacy (End Titles) | 3:17         |              |              |              |              |              |              |              |
| 3.           | End of Line              | 2:36         |              |              |              |              |              |              |              |
| 4.           | Castor                   | 2:18         |              |              |              |              |              |              |              |
| 9:55         |                          |              |              |              |              |              |              |              |              |

## Classement hebdomadaire
| Classement (2012)                       | Meilleure position |
| --------------------------------------- | ------------------ |
| France (SNEP)                           | 81                 |
| Belgique (Flandre Ultratop 50 Singles)  | 29                 |
| Belgique (Wallonie Ultratop 50 Singles) | 18                 |